# Melicharella zaisanica
Melicharella zaisanica är en insektsart som beskrevs av Mitjaev 1971. Melicharella zaisanica ingår i släktet Melicharella och familjen dvärgstritar. Inga underarter finns listade i Catalogue of Life.